# Edith Carstensen
Edith Carstensen (* 14. Juli 1926 in Lichtenstein-Callnberg; † 21. März 2018 in Lübeck) war eine deutsche Scherenschnittkünstlerin.
Nach kriegsbedingtem Notabitur besuchte sie die Textil-Ingenieur-Schule in Chemnitz. Nach ihrer Flucht aus der DDR ließ sie sich 1952 in Lübeck nieder, gründete eine Familie und bekam zwei Töchter (1958 bzw. 1963). Der Krebs-Tod ihres Mannes (1978) motivierte sie, ihre Scherenschnitte von nun an ausschließlich für die Deutsche Krebshilfe zu spenden. Zwischen 1980 und 1985 erlöste sie damit 50.000 DM. 1986 gründete sie die "Lübeck-Hilfe für krebskranke Kinder e. V.", wurde ehrenamtliche Erste Vorsitzende des Vereins und organisierte während der nächsten 18 Jahre einen Gesamtbetrag von nahezu € 5.000.000 (fünf Millionen Euro), den sie dem Universitätsklinikum Schleswig-Holstein, Campus Lübeck (Kinderklinik), für dessen Patienten, Geräte, Personal und Projekte zur Verfügung stellte. Seit 2004 war Edith Carstensen Ehrenvorsitzende des Vereins. 1996 gründete sie eine private, eigenständige Stiftung, die Edith-Carstensen-Stiftung, die bedürftige Familien unterstützt, in denen krebskranke Kinder leben.
Edith Carstensen erhielt zahlreiche Auszeichnungen:
- 1986: Verleihung des Bundesverdienstkreuzes am Bande
- 1998: Denkmünze in Gold der Lübecker Gesellschaft zur Beförderung gemeinnütziger Tätigkeit, gegr. 1789
- 2001: Silberne Ehrengedenkmünze der Hansestadt Lübeck
- 2003: Bundesverdienstkreuz Erster Klasse
- 2007: Ehrennadel der Universität zu Lübeck

u. a. m.